# Styphlomerus korgei
Styphlomerus korgei é uma espécie de carabídeo da tribo Brachinini, com distribuição restrita à China.